# Saiga borealis
Saiga borealis és una espècie extinta de saiga que es distingia de la saiga actual per petites diferències en l'angularitat i la mida del crani. Visqué al nord d'Euràsia durant el Plistocè, a les anomenades estepes de mamuts. Alguns científics creuen que aquesta espècie inclou la subespècie normalment classificada com a S. tatarica mongolica. Segons aquest punt de vista, S. borealis no estaria extinta.